# 平沢市

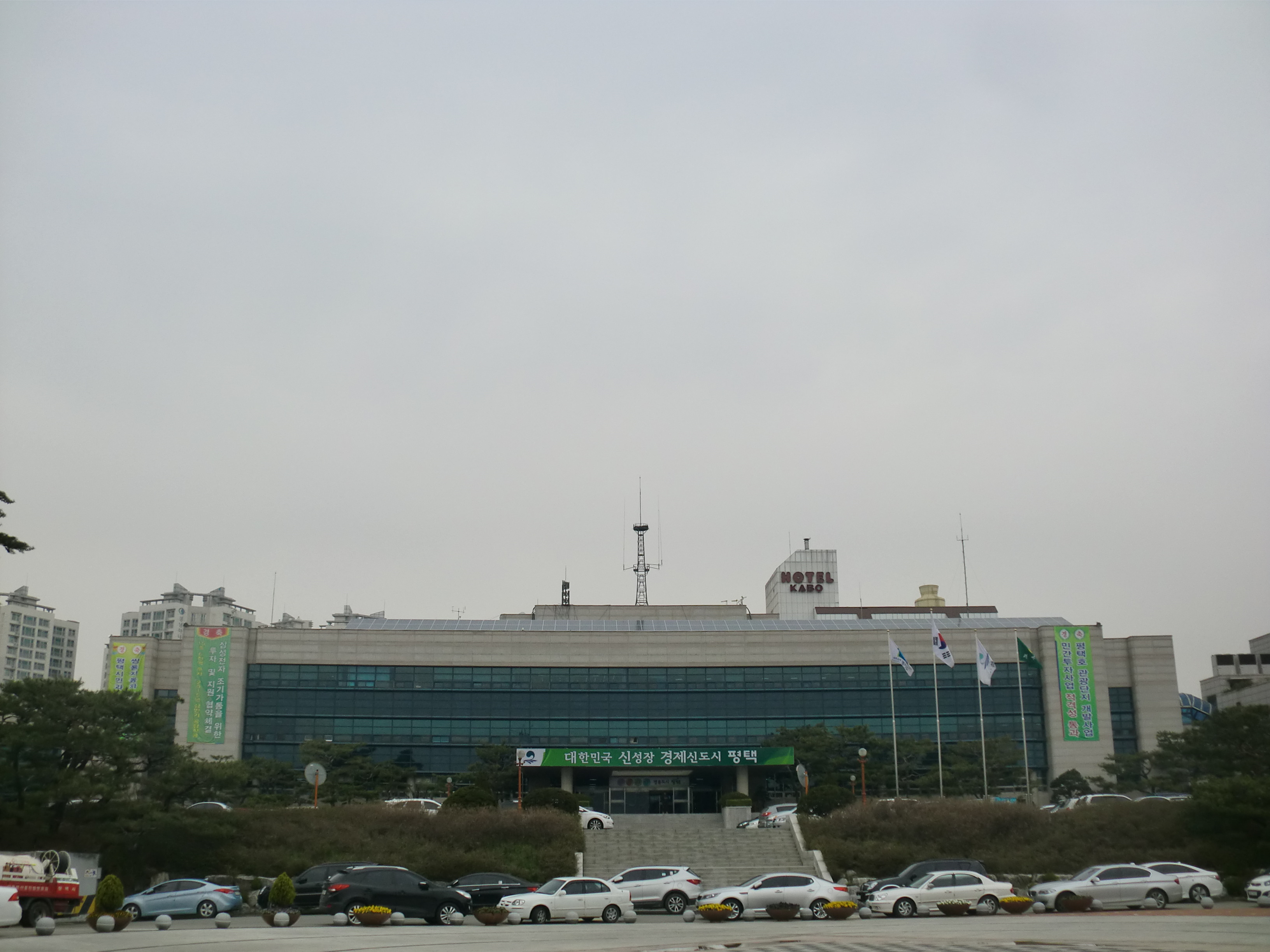
平沢市庁

平沢市（ピョンテクし）は、大韓民国京畿道南部にある市。人口50万人以上の市に適用される大都市に指定されているが松炭人口30万人、安城人口10万人を除けば、平沢の自体人口は10万人ぐらいである。人口バブル、住宅価格バブル地域として有名で、京畿道でも韓国全国でもマンションの売れ残りが最も多い1位地域。
ビジネスはアンソン市民が商圏を利用してくれるためピョンテック市の自営業者が持ちこたえることができる。
新興の港湾都市であり、韓国海軍第2艦隊及び在韓米軍の軍港がある。

## 地理
京畿道南西部、牙山湾の奥に位置し、西は黄海に面する。北は京畿道華城市、烏山市、龍仁市、東は京畿道安城市、南は忠清南道天安市、牙山市と接する。

## 歴史
古代は高句麗の釜山県で、統一新羅時代に振威県になり、高麗時代に初めて平沢の名前が使われている。
李氏朝鮮時代は京畿道に属したり、稷山県に編入された時代もあったが、17世紀以降は忠清道の平沢県になっている。
1950年7月、朝鮮戦争の平沢の戦いの舞台となった。

### 平沢市・松炭市
- 1981年7月1日 - 平沢郡松炭邑が松炭市に昇格。
- 1986年1月1日 - 平沢郡平沢邑が平沢市に昇格。
- 1987年1月1日 - 京畿道華城市の一部の土地も強制編入
- 1995年5月10日 - 松炭市・平沢市・平沢郡が合併し、平沢市が発足。（1邑8面）
- 2000年 - 国際定期コンテナ船就航。（香港、青島、天津、大連、上海、威海）
- 2001年 - 平沢港国際旅客ターミナル竣工 、国際定期カーフェリー就航。（威海栄成市）
- 2002年11月5日 - 安仲面が安仲邑に昇格（2邑7面）。
- 2003年 - 国際定期カーフェリー就航（山東省日照港）。
- 2005年 - 広域電鉄1号線開通（京釜線）。
- 2006年12月29日 - 浦升面が浦升邑に昇格（3邑6面）。
- 2016年7月28日 - 青北面が青北邑に昇格（4邑5面）。
- 2021年11月15日 - 古徳面の一部が古徳洞として分離[2]（4邑5面）。

### 平沢郡（振威郡）
- 1895年 - 平沢郡になる。

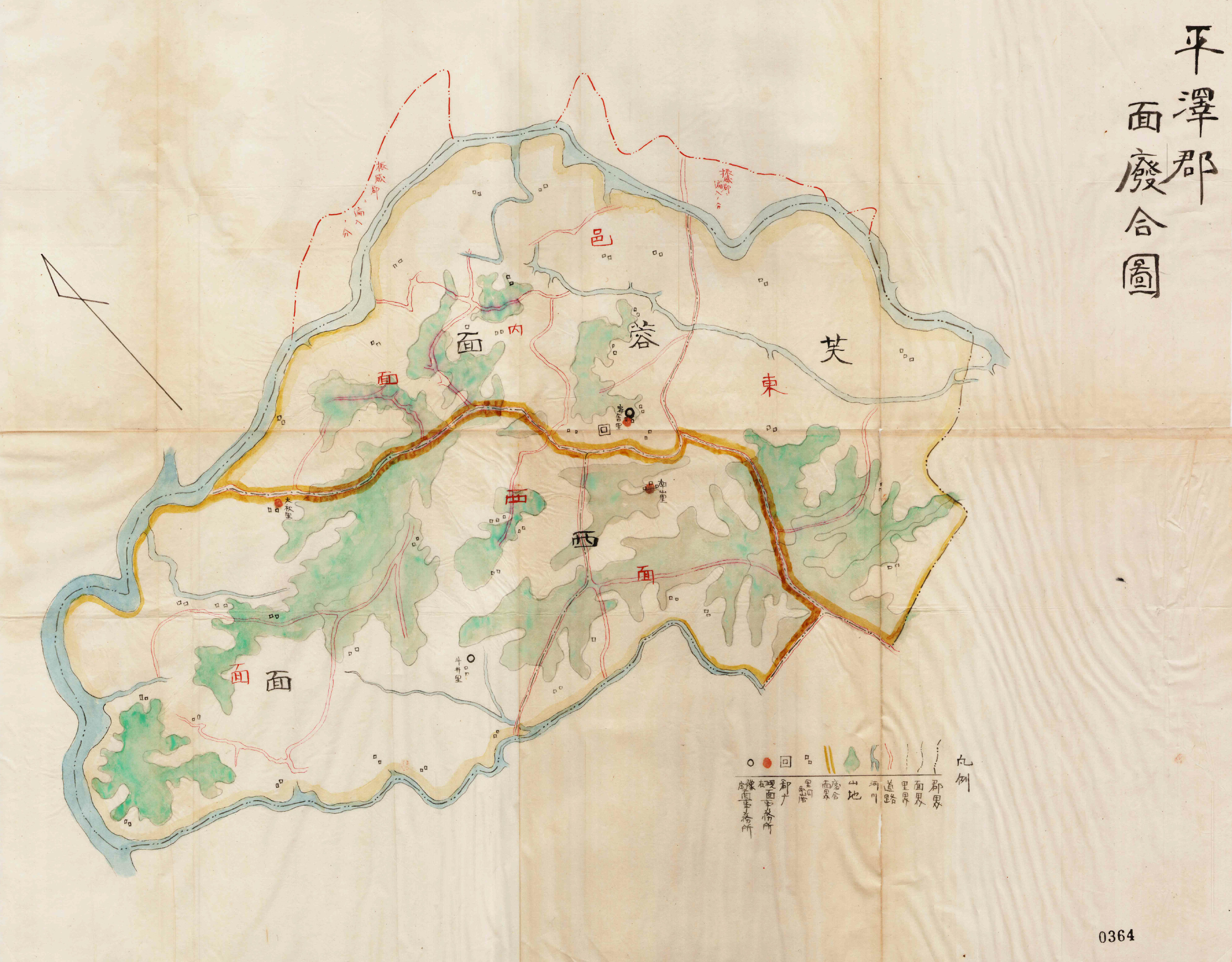
平沢郡面廃合図（1914年）

- 1914年4月1日 - 郡面併合により、忠清南道平沢郡と京畿道振威郡・水原郡の一部を京畿道振威郡として編成。振威郡に以下の面が成立。郡庁を振威面（当時は北面）に設置（11面）[3]。
  - 北面・西炭面・松炭面・古徳面・丙南面・青北面・浦升面・玄徳面・梧城面・芙蓉面・西面

| 改編前                                             | 改編後（振威郡） |
| -------------------------------------------------- | ---------------- |
| 京畿道振威郡城南面・丙坡面                         | 丙南面           |
| 京畿道振威郡一炭面・松庄面・余方面                 | 松炭面           |
| 京畿道振威郡郡内面・一北面・二北面・馬山面         | 北面             |
| 京畿道振威郡一西面・二西面・二炭面                 | 西炭面           |
| 京畿道振威郡古頭面・五梁面・所古尼面               | 古徳面           |
| 京畿道水原郡宗徳面                                 | 古徳面           |
| 京畿道水原郡土津面・水北面・青龍面・甘味面・栗北面 | 青北面           |
| 京畿道水原郡浦内面・升良面                         | 浦升面           |
| 京畿道水原郡宿城面・堰北面・梧井面                 | 梧城面           |
| 京畿道水原郡安外面・広徳面・佳士面・玄岩面         | 玄徳面           |
| 忠清南道平沢郡邑内面・東面・西面・北面             | 芙蓉面           |
| 忠清南道平沢郡郡西面・郡南面・慶陽面               | 西面             |

- 1926年 - 郡庁を丙南面に移転。
- 1931年4月1日 - 丙南面が平沢面に改称。（11面）
- 1934年4月1日 - 芙蓉面・西面が合併して彭城面が発足。（10面）
- 1938年10月1日 - 振威郡が平沢郡に改称（1邑9面）
  - 平沢面が平沢邑に昇格。
- 1948年8月1日 - 北面が振威面に改称。（1邑9面）
- 1963年1月1日 - 松炭面が松炭邑に昇格。（2邑8面）
- 1979年5月1日 - 彭城面が彭城邑に昇格。（3邑7面）
- 1981年7月1日 - 松炭邑が松炭市に昇格・分離。（2邑7面）
- 1983年2月15日 - 安城郡元谷面の龍耳里・竹栢里・青龍里・月谷里、孔道面の素沙里が平沢邑に編入。（2邑7面）
- 1986年
  - 1月1日 - 平沢邑が平沢市に昇格・分離。（1邑7面）
  - 平沢港開港。
- 1987年1月1日 - 華城郡楊甘面古念里が青北面に編入。（1邑7面）
- 1989年4月1日 - 安仲出張所（梧城面・青北面・浦升面・玄徳面のそれぞれ一部を管轄）を安仲面に昇格。（1邑8面）
- 1995年
  - 4月20日 - 振威面の一部（高峴里・清湖里・葛串里の各一部）が烏山市に編入。（1邑8面）
  - 5月10日 - 平沢郡が平沢市・松炭市と合併し、改めて平沢市が発足。同日平沢郡廃止。

## 行政

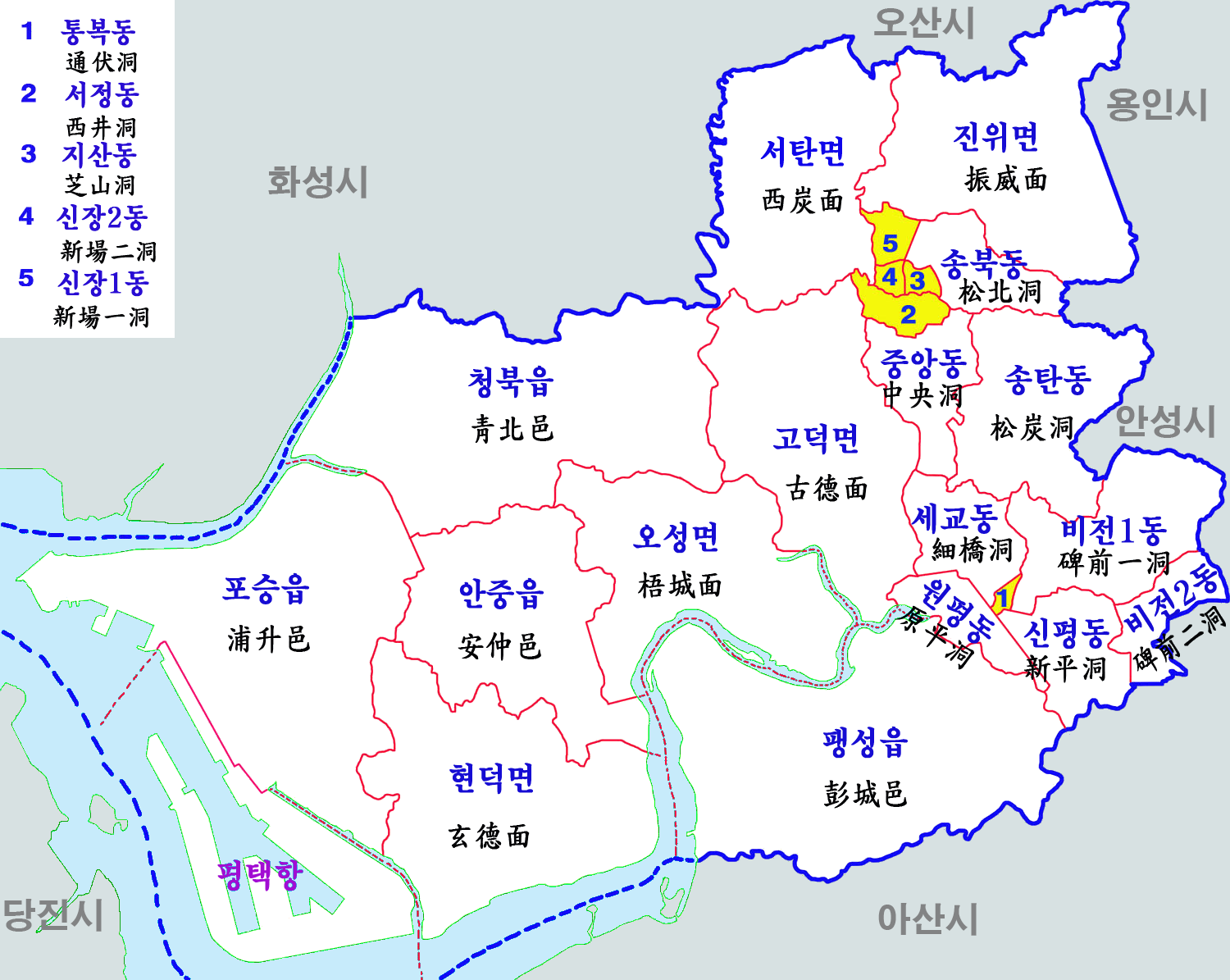
行政区域図

### 行政区域
| 行政洞・邑・面 | 法定洞・法定里 |
| -------------- | --- |
| 中央洞         | 西井洞、獐堂洞、二忠洞 |
| 西井洞         | 西井洞 |
| 松炭洞         | 茅谷洞、七槐洞、七院洞、道日洞、佳才洞、長安洞 |
| 芝山洞         | 芝山洞、新場洞 |
| 松北洞         | 芝山洞、独谷洞、新場洞 |
| 新場1洞        | 新場洞 |
| 新場2洞        | 新場洞 |
| 新平洞         | 平沢洞、柳川洞、蛤井洞 |
| 原平洞         | 平沢洞、通伏洞、軍門洞、新垈洞 |
| 通伏洞         | 通伏洞 |
| 碑前1洞        | 碑前洞、月谷洞、青龍洞、竹栢洞 安城市の土地 |
| 碑前2洞        | 碑前洞、素沙洞安城市の土地 |
| 東朔洞         | 七院洞、東朔洞 |
| 龍耳洞         | 龍耳洞 |
| 細橋洞         | 東朔洞、細橋洞、芝制洞、新垈洞 |
| 古徳洞         | 古徳洞 |
| 彭城邑         | 客舎里、南山里、秋八里、老瓦里、坪宮里、新宮里、頭里、新虎里、近乃里、石峰里、院井里、棹頭里、咸井里、新垈里、本井里、老陽里、老成里、斗井里、石斤里、大沙里、安亭里、東倉里、内里、大秋里、松花里 |
| 安仲邑         | 安仲里、鶴峴里、金谷里、大盤里、三井里、龍城里、徳佑里、城海里、松潭里、玄華里 |
| 浦升邑         | 内基里、道谷里、遠井里、晩湖里、希谷里、新栄里、芳林里、石井里、洪原里 |
| 青北邑         | 玄谷里、三渓里、高桟里、玉吉里、後寺里、土津里、栢峰里、魚淵里、栗北里、閑山里、魚沼里、古念里 |
| 振威面         | 鳳南里、馬山里、銀山里、東泉里、高峴里、清湖里、葛串里、野幕里、佳谷里、見山里、下北里、新里 |
| 西炭面         | 金岩里、寺里、水月岩里、奈川里、馬頭里、桧花里、赤峰里、長登里、金角里、黄口池里 |
| 古徳面         | 堂峴里、文谷里、東清里、海倉里、宮里、東古里、防築里、余染里、坐橋里、杜陵里 |
| 玄徳面         | 道垈里、雲井里、華陽里、黄山里、仁光里、徳睦里、新旺里、大安里、岐山里、権管里、長水里、防築里 |
| 梧城面         | 宿城里、橋浦里、新里、安化里、梁橋里、竹里、吉音里、堂巨里、倉内里 |

### 警察
- 平沢警察署

### 消防
- 松炭消防署
- 平沢消防署

## 施設
- 韓国海軍第2艦隊母港
- 烏山空軍基地（韓国空軍とアメリカ空軍の基地）
- ハンフリーズ基地 - 在韓米軍キャンプ（Camp Humphreys）
- 平沢地方海洋港湾庁（国土海洋部）

## 友好都市
- 青森市（青森県）
- 松山市（愛媛県）
  - 上記の青森市と同様に平澤市と表記される。2006年度から2016年度までは、感染症が広がるなどした年を除きほぼ毎年、松山市内の中学生約10人が約7日間派遣されていた。2017年度は、派遣された中学生が訪れる平沢市青年文化センターの前の市有地に慰安婦像が設置されたことや、韓国の国内情勢が不安定であること（同国第18代大統領・朴槿恵の罷免に伴う大規模デモ頻発など）などにより、松山市は「派遣に市民の理解が得られないと判断した」として派遣中止を決めた[4]。※年度は何れも日本の年度。
- モービル（アメリカ合衆国アラバマ州）
- 威海栄成市（中華人民共和国山東省）
- ほか中国友好都市多数

## 交通

### 鉄道
- 韓国鉄道公社（KORAIL）
  - 京釜線（首都圏電鉄1号線）
    - 振威駅 - 松炭駅 - 西井里駅 - 平沢芝制駅 - 平沢駅

  - 西海線
    - 安仲駅
- SR
  - 水西平沢高速線（SRT）
    - 平沢芝制駅

### 高速道路
- 西海岸高速道路
  - 西平沢ジャンクション - 青北インターチェンジ

### 国道
- 国道1号
- 国道38号線 (韓国)（朝鮮語版）
- 国道39号線 (韓国)
- 国道43号線 (韓国)（朝鮮語版）
- 国道45号線 (韓国)（朝鮮語版）
- 国道77号
- 国道82号